# Трієст (батискаф)

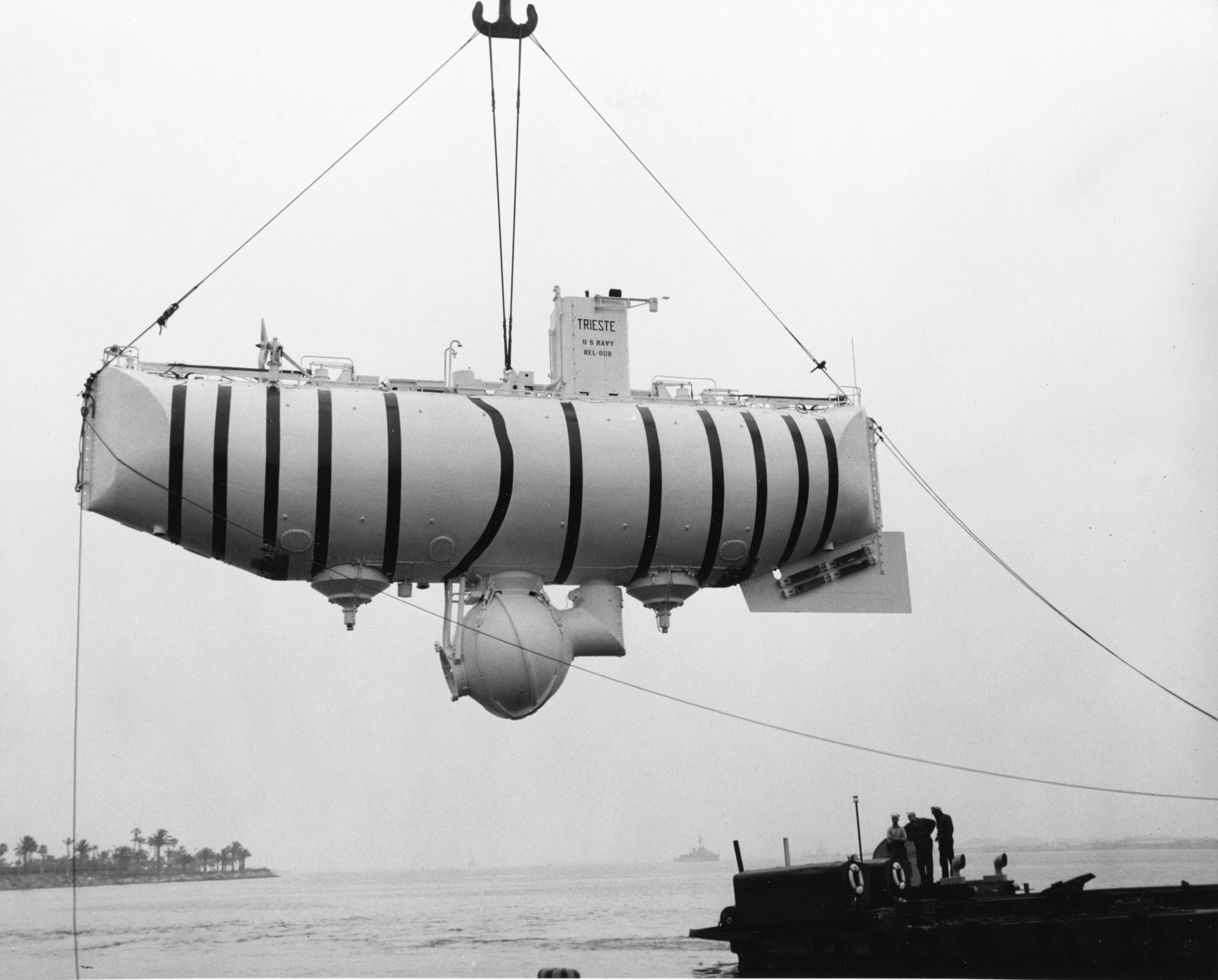
Батискаф «Трієст»

Батискаф «Трієст» (італ. «Trieste») — науково-дослідний батискаф, на якому 1960 року було здійснене рекордне занурення в Маріанську западину.
Апарат складається з заповненого бензином корпусу, гондоли та інших інженерних пристосувань. Бензин, що має меншу за воду питому вагу, використовується як поплавець.

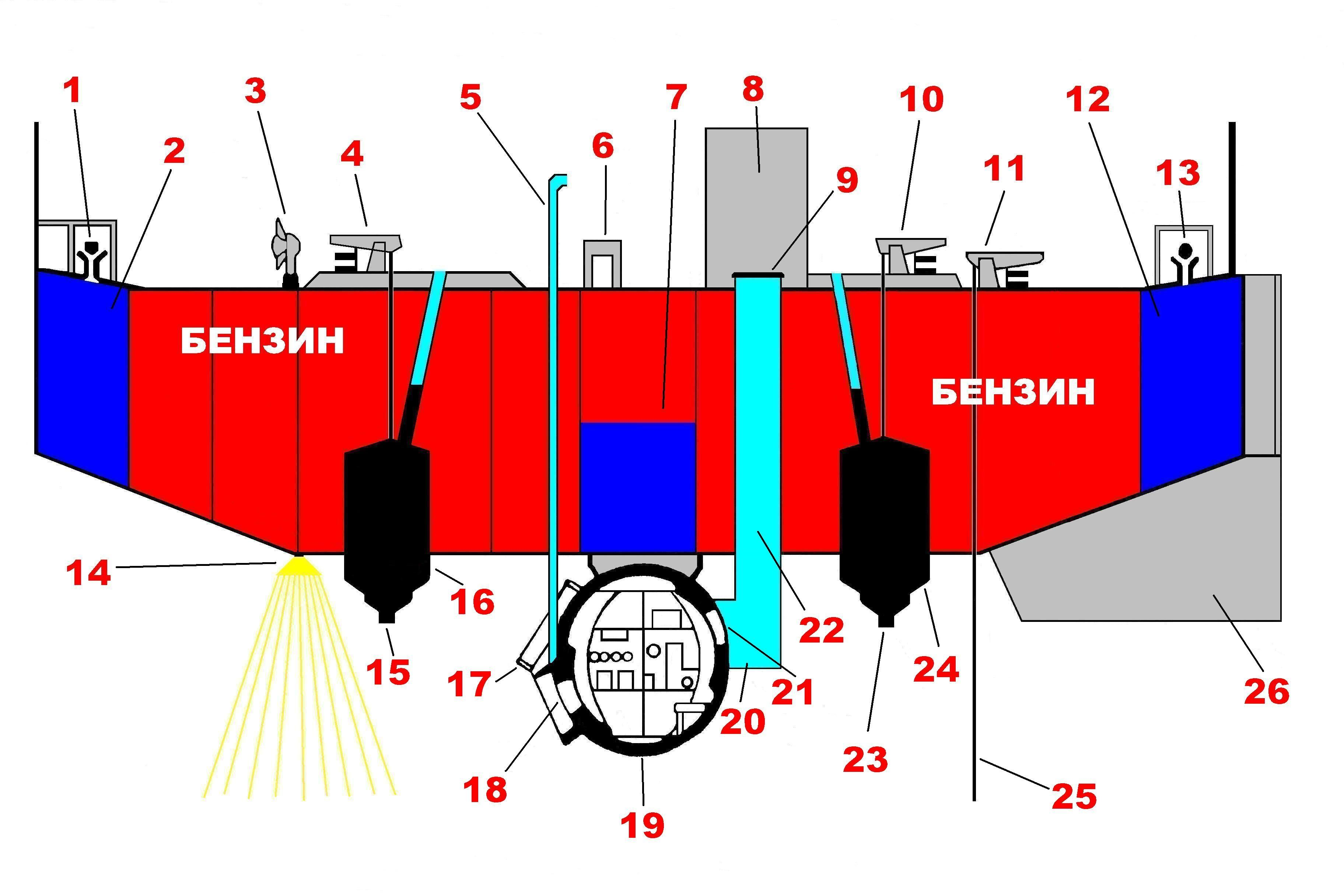
Конструкція батискафа:
1 - клапан вентиляції носової баластної цистерни
2 - носова баластна цистерна
3 - електродвигун і гребний гвинт
4 - електромагнітна засувка скидання бункера
5 - пристрій для подачі повітря в гондолу
6 - клапан стравлювання бензину
7 - компенсаційна цистерна
8 - відкрита рубка
9 - палубний люк
10 - електромагнітна засувка скидання бункера
11 - електромагнітна засувка скидання гайдропу
12 - кормова баластна цистерна
13 - клапан вентиляції кормової баластної цистерни
14 - прожектор
15 - магнітний клапан віддачі дробу
16 - бункер з дробом
17 - фотоспалах
18 - ілюмінатор
19 - гондола
20 - «вестибюль»
21 - люк в гондолу (з ілюмінатором)
22 - заповнювана водою шахта
23 - магнітний клапан віддачі дробу
24 - бункер з дробом
25 - гайдроп
26 - кіль

## Історія створення
Батискаф «Трієст» був сконструйований швейцарським ученим Огюстом Пікаром з урахуванням його попередньої розробки, першого в світі батискафа «FNRS-2». Велику допомогу в будівництві батискафа надав його син Жак Пікар. Свою назву апарат отримав на честь італійського міста Трієст, в якому були виконані основні роботи по його створенню. «Трієст» був спущений на воду в серпні 1953 року і здійснив кілька занурень в Середземному морі з 1953 до 1957 року. Основним пілотом став Жак Пікар, а в перших зануреннях також брав участь його батько Огюст Пікар. В одному із занурень апарат досяг рекордної на той момент глибини 3150 м.
1958 року «Трієст» був куплений ВМС США, які виявили інтерес до дослідження океанських глибин, але не мали подібних апаратів. Після покупки конструкція батискафа була доопрацьована: на заводі Krupp в місті Ессен (Німеччина) була виготовлена більш міцна гондола. Нова гондола виявилася дещо важчою, тому була збільшена довжина корпусу, щоб вмістити більший обсяг бензину. Основним пілотом і техніком апарату в 1958-1960 роках залишався Жак Піккар, що мав на той час великий досвід занурень.